# Convoluție (informatică)
În informatică, în special în limbajele formale, convoluția (câteodată numită și zip) este o funcție care pune în corespondență o listă de caractere dintr-o secvență cu o secvență de liste de caractere.

## Definiție
Fie Σ un alfabet și # un simbol care nu aparține lui Σ.
Fie x1x2... x|x|, y1y2... y|y|, z1z2... z|z|, ... n cuvinte (adică n secvențe finite) de elemente din Σ. Fie {\displaystyle \ell } lungimea celui mai lung cuvânt, adică maximul dintre |x|, |y|, |z|, ... .
Convoluția acestor cuvinte este o secvență finită de n caractere din (Σ ∪ {#}), adică un element din {\displaystyle ((\Sigma \cup \{\#\})^{n})^{*}}:
{\displaystyle (x_{1},y_{1},\ldots )(x_{2},y_{2},\ldots )\ldots (x_{\ell },y_{\ell },\ldots )},
în care, pentru oricare index i > |w|, wi este #.
Convoluția celor x, y, z, ... elemente este notatată prin conv( x, y, z, ...), zip( x, y, z, ...) sau x ⋆ y ⋆ z ⋆ ...
Inversa convoluției este câteodată notată cu unzip.
O variantă a operației de convoluție este definită de:
{\displaystyle (x_{1},y_{1},\ldots )(x_{2},y_{2},\ldots )\ldots (x_{\underline {\ell }},y_{\underline {\ell }},\ldots )}
în care {\displaystyle {\underline {\ell }}} este lungimea minimă a cuvintelor din listă. Acest mod de definire a convoluției elimină folosirea elementului {\displaystyle \#}, dar distruge informația conținută de elementele cu lungime mai mare decât {\displaystyle {\underline {\ell }}}.

## Exemplu
Convoluția cuvintelor cum, diez, am este:
{\displaystyle (c,d,a)(u,i,m)(m,e,\#)(\#,z,\#)}

Format:Planetmath